# Donna (sång)
Donna är en låt med Ritchie Valens som spelades in och släpptes som singel år 1958. Den tog sig upp till Billboardlistans andra plats året därpå.

## Om låten
Låten, som senare tolkats av åtskilliga artister, handlar om en flicka Valens var förälskad i då han gick i high school, Donna Ludwig (idag heter hon Donna Fox). Valens släppte endast tre singlar under sin livstid och Donna var den andra. Dess B-sida, La Bamba, blev en ännu större hit. Donna spelas även i filmen om Valens liv, La Bamba (då framförd av Los Lobos).

## Coverversioner
- Det svenska popbandet Hep Stars har haft en hit med låten.
- Skådespelaren Johnny Crawford tolkade låten år 1962.
- Los Lobos spelade in låten speciellt för filmen La Bamba.
- Bobby Fuller spelade in en cover som släpptes år 1996.
- Clem Snide tolkade låten på albumet Your Favorite Music år 2000.
- Samma år tolkades låten av punkbandet The Misfits på coveralbumet Project 1950, som enbart består av covers på låtar från 1950-talet.
- Det finns även många andra tolkningar av låten, exempelvis av Shakin' Stevens.